# Deuxième circonscription des Hautes-Alpes
La deuxième circonscription des Hautes-Alpes est l'une des deux circonscriptions législatives que compte le département français des Hautes-Alpes (05), situé en région Provence-Alpes-Côte d'Azur. Elle représentée à l'Assemblée nationale lors de la XVIIe législature de la Cinquième République par la députée Valérie Rossi (PS).

## Description géographique et démographique

### De 1958 à 1986

Carte de la deuxième circonscription des Hautes-Alpes de 1958 à 2012

La deuxième circonscription des Hautes-Alpes était composée de :
- Canton d'Aiguilles
- Canton de l'Argentière-la-Bessée
- Canton de Briançon
- Canton d'Embrun
- Canton de la Grave
- Canton de Guillestre
- Canton du Monêtier-les-Bains
- Canton d'Orcières
- Canton de Saint-Bonnet
- Canton de Saint-Firmin
- Canton de Savines

### Depuis 1988
La deuxième circonscription des Hautes-Alpes est délimitée par le découpage électoral élaboré lors du redécoupage des circonscriptions législatives françaises de 1986
. Elle couvre la moitié nord-est du département. Principalement rurale, elle est centrée autour de la ville de Briançon, elle regroupe les divisions administratives suivantes : 
- Canton d'Aiguilles
- Canton de L'Argentière-la-Bessée
- Canton de Briançon-Nord
- Canton de Briançon-Sud
- Canton de Chorges (à partir de 2010)
- Canton d'Embrun
- Canton de La Grave
- Canton de Guillestre
- Canton du Monêtier-les-Bains
- Canton d'Orcières
- Canton de Saint-Bonnet-en-Champsaur
- Canton de Saint-Firmin
- Canton de Savines-le-Lac

D'après le recensement annuel de la population effectué entre 2004 et 2008 et les populations légales entrées en vigueur dès le 1er janvier 2009, réalisé par l'Institut national de la statistique et des études économiques (INSEE), la population totale de cette circonscription est de 56 575 habitants,.

## Historique des députations
| Législature | Début de mandat | Fin de mandat  | Député                | Parti politique    | Observations |
| ----------- | --------------- | -------------- | --------------------- | ------------------ | --- |
| Ire         | 9 décembre 1958 | 9 octobre 1962 | Robert Garraud        | UNR                | Mandat écourté à la suite d'une dissolution parlementaire décidée par Charles de Gaulle.                                                                                                 |
| IIe         | 6 décembre 1962 | 2 avril 1967   | François-Marie Bénard | PRV                | |
| IIIe        | 3 avril 1967    | 30 mai 1968    | Paul Dijoud           | FNRI               | Mandat écourté à la suite d'une dissolution parlementaire décidée par Charles de Gaulle.                                                                                                 |
| IVe         | 11 juillet 1968 | 1er avril 1973 | Paul Dijoud           | FNRI               | |
| Ve          | 2 avril 1973    | 2 avril 1978   | Paul Dijoud           | FNRI puis UDF-PR   | Remplacé à partir du 12 mai 1973 par Marcel Papet à la suite de sa nomination au gouvernement.                                                                                           |
| VIe         | 3 avril 1978    | 22 mai 1981    | Paul Dijoud           | UDF-PR             | Remplacé à partir du 7 mai 1978 par Marcel Papet à la suite de sa nomination au gouvernement. Mandat écourté à la suite d'une dissolution parlementaire décidée par François Mitterrand. |
| VIIe        | 2 juillet 1981  | 1er avril 1986 | Robert de Caumont     | PS                 | |
| VIIIe       | 2 avril 1986    | 14 mai 1988    | Aucun                 | Aucun              | Proportionnelle par département, pas de député par circonscription. Mandat écourté à la suite d'une dissolution parlementaire décidée par François Mitterrand.                           |
| IXe         | 23 juin 1988    | 1er avril 1993 | Patrick Ollier        | RPR                | Adjoint au maire de Rueil-Malmaison (Hauts-de-Seine) jusqu'en 1989 puis maire de La Salle-les-Alpes.                                                                                     |
| Xe          | 2 avril 1993    | 21 avril 1997  | Patrick Ollier        | RPR                | Maire de La Salle-les-Alpes, Mandat écourté à la suite d'une dissolution parlementaire décidée par Jacques Chirac.                                                                       |
| XIe         | 12 juin 1997    | 18 juin 2002   | Patrick Ollier        | RPR                | Maire de La Salle-les-Alpes. |
| XIIe        | 19 juin 2002    | 19 juin 2007   | Joël Giraud           | PRG                | Maire de L'Argentière-la-Bessée. |
| XIIIe       | 20 juin 2007    | 19 juin 2012   | Joël Giraud           | PRG                | Maire de L'Argentière-la-Bessée. |
| XIVe        | 20 juin 2012    | 20 juin 2017   | Joël Giraud           | PRG puis LREM      | Maire de L'Argentière-la-Bessée. |
| XVe         | 21 juin 2017    | 21 juin 2022   | Joël Giraud           | LREM puis LREM-PRV | Maire de L'Argentière-la-Bessée jusqu'en 2017. Remplacé à partir du 27 août 2020 par Claire Bouchet à la suite de sa nomination au gouvernement.                                         |
| XVIe        | 22 juin 2022    | 9 juin 2024    | Joël Giraud           | LREM-PRV           | Mandat écourté à la suite d'une dissolution parlementaire décidée par Emmanuel Macron.                                                                                                   |
| XVIIe       | 8 juillet 2024  | En cours       | Valérie Rossi         | PS                 | |

## Historique des élections

### Élections de 1958
| Candidat       | Candidat              | Parti          | Premier tour | Premier tour | Second tour | Second tour |  |
| Candidat       | Candidat              | Parti          | Voix         | %            | Voix        | %           |  |
| -------------- | --------------------- | -------------- | ------------ | ------------ | ----------- | ----------- |  |
|                | François-Marie Bénard | UDSR           | 7 143        | 39,86        | 8 287       | 42,71       |  |
|                | Robert Garraud élu    | UNR            | 6 334        | 35,35        | 8 961       | 46,18       |  |
|                | Étienne Dominici      | PCF            | 2 409        | 13,44        | 2 155       | 11,11       |  |
|                | André Taix            | CNIP           | 1 053        | 5,88         | Retrait     | Retrait     |  |
|                | Lucien Jegou          | SFIO           | 980          | 5,47         | Retrait     | Retrait     |  |
|                |                       |                |              |              |             |             |  |
| Inscrits       | Inscrits              | Inscrits       | 25 590       | 100,00       | 25 581      | 100,00      |  |
| Abstentions    | Abstentions           | Abstentions    | 7 283        | 28,46        | 5 930       | 23,18       |  |
| Votants        | Votants               | Votants        | 18 307       | 71,54        | 19 651      | 76,82       |  |
| Blancs et nuls | Blancs et nuls        | Blancs et nuls | 388          | 2,12         | 248         | 1,26        |  |
| Exprimés       | Exprimés              | Exprimés       | 17 919       | 97,88        | 19 403      | 98,74       |  |

Jean Ariey, cultivateur, conseiller général du canton d'Orcières, maire de Saint-Léger-les-Mélèzes, était le suppléant de Robert Garraud.

### Élections de 1962
| Candidat       | Candidat                  | Parti          | Premier tour | Premier tour | Second tour | Second tour |  |
| Candidat       | Candidat                  | Parti          | Voix         | %            | Voix        | %           |  |
| -------------- | ------------------------- | -------------- | ------------ | ------------ | ----------- | ----------- |  |
|                | François-Marie Bénard élu | Radsoc         | 6 544        | 43,94        | 10 137      | 57,81       |  |
|                | Robert Garraud sortant    | UNR-UDT        | 5 821        | 39,09        | 7 399       | 42,19       |  |
|                | Étienne Dominici          | PCF            | 2 528        | 16,97        | Retrait     | Retrait     |  |
|                |                           |                |              |              |             |             |  |
| Inscrits       | Inscrits                  | Inscrits       | 25 359       | 100,00       | 25 347      | 100,00      |  |
| Abstentions    | Abstentions               | Abstentions    | 10 058       | 39,66        | 7 192       | 28,37       |  |
| Votants        | Votants                   | Votants        | 15 301       | 60,34        | 18 155      | 71,63       |  |
| Blancs et nuls | Blancs et nuls            | Blancs et nuls | 408          | 2,67         | 619         | 3,41        |  |
| Exprimés       | Exprimés                  | Exprimés       | 14 893       | 97,33        | 17 536      | 96,59       |  |

Louis Imbert, cultivateur, maire de Savines-le-Lac était le suppléant de François-Marie Bénard.

### Élections de 1967
| Candidat       | Candidat                      | Parti          | Premier tour | Premier tour | Second tour | Second tour |  |
| Candidat       | Candidat                      | Parti          | Voix         | %            | Voix        | %           |  |
| -------------- | ----------------------------- | -------------- | ------------ | ------------ | ----------- | ----------- |  |
|                | Paul Dijoud élu               | RI             | 7 699        | 40,75        | 9 871       | 49,26       |  |
|                | François-Marie Bénard sortant | Rad            | 4 286        | 22,69        | 4 394       | 21,93       |  |
|                | Étienne Dominici              | PCF            | 3 666        | 19,41        | 5 772       | 28,81       |  |
|                | Pierre Grimaud                | FGDS (SFIO)    | 3 240        | 17,15        | Retrait     | Retrait     |  |
|                |                               |                |              |              |             |             |  |
| Inscrits       | Inscrits                      | Inscrits       | 25 902       | 100,00       | 25 895      | 100,00      |  |
| Abstentions    | Abstentions                   | Abstentions    | 6 491        | 25,06        | 5 411       | 20,9        |  |
| Votants        | Votants                       | Votants        | 19 411       | 74,94        | 20 484      | 79,1        |  |
| Blancs et nuls | Blancs et nuls                | Blancs et nuls | 520          | 2,68         | 447         | 2,18        |  |
| Exprimés       | Exprimés                      | Exprimés       | 18 891       | 97,32        | 20 037      | 97,82       |  |

Henri Buisson, conseiller général du canton du Monêtier-les-Bains, maire du Monêtier-les-Bains, était le suppléant de Paul Dijoud.

### Élections de 1968
|                | Paul Dijoud sortant réélu | RI (URP)       | 9 474  | 50,44  |  |  |  |
|                | François-Marie Bénard     | CD (PDM)       | 3 858  | 20,54  |  |  |  |
|                | Étienne Dominici          | PCF            | 3 444  | 18,34  |  |  |  |
|                | Pierre Grimaud            | FGDS (SFIO)    | 2 006  | 10,68  |  |  |  |
|                |                           |                |        |        |  |  |  |
| Inscrits       | Inscrits                  | Inscrits       | 25 749 | 100,00 |  |  |  |
| Abstentions    | Abstentions               | Abstentions    | 6 629  | 25,74  |  |  |  |
| Votants        | Votants                   | Votants        | 19 120 | 74,26  |  |  |  |
| Blancs et nuls | Blancs et nuls            | Blancs et nuls | 338    | 1,77   |  |  |  |
| Exprimés       | Exprimés                  | Exprimés       | 18 782 | 98,23  |  |  |  |

Robert Garraud, ancien député, était le suppléant de Paul Dijoud.

### Élections de 1973
| Candidat       | Candidat                  | Parti          | Premier tour | Premier tour | Second tour | Second tour |  |
| Candidat       | Candidat                  | Parti          | Voix         | %            | Voix        | %           |  |
| -------------- | ------------------------- | -------------- | ------------ | ------------ | ----------- | ----------- |  |
|                | Paul Dijoud sortant réélu | RI (URP)       | 9 675        | 46,35        | 11 389      | 52,99       |  |
|                | Jean Chapuis              | PCF            | 5 043        | 24,16        | 7 711       | 35,88       |  |
|                | Jean-Michel Hurth         | MR             | 3 220        | 15,42        | 2 391       | 11,13       |  |
|                | Jean-Louis Silvestre      | PS (UGSD)      | 2 938        | 14,07        | Retrait     | Retrait     |  |
|                |                           |                |              |              |             |             |  |
| Inscrits       | Inscrits                  | Inscrits       | 27 775       | 100,00       | 27 831      | 100,00      |  |
| Abstentions    | Abstentions               | Abstentions    | 6 356        | 22,88        | 5 911       | 21,24       |  |
| Votants        | Votants                   | Votants        | 21 419       | 77,12        | 21 920      | 78,76       |  |
| Blancs et nuls | Blancs et nuls            | Blancs et nuls | 543          | 2,54         | 429         | 1,96        |  |
| Exprimés       | Exprimés                  | Exprimés       | 20 876       | 97,46        | 21 491      | 98,04       |  |

Marcel Papet, conseiller municipal de Saint-Jean-Saint-Nicolas, était le suppléant de Paul Dijoud. Marcel Papet remplaça Paul Dijoud, nommé membre du gouvernement, du 13 mai 1973 au 2 avril 1978.

### Élections de 1978
| Candidat       | Candidat                  | Parti          | Premier tour | Premier tour | Second tour | Second tour |  |
| Candidat       | Candidat                  | Parti          | Voix         | %            | Voix        | %           |  |
| -------------- | ------------------------- | -------------- | ------------ | ------------ | ----------- | ----------- |  |
|                | Paul Dijoud sortant réélu | UDF (PR)       | 11 230       | 44,41        | 15 169      | 58,63       |  |
|                | Jean Chapuis              | PCF            | 5 537        | 21,9         | 10 702      | 41,37       |  |
|                | Robert de Caumont         | PS             | 5 159        | 20,4         | Retrait     | Retrait     |  |
|                | Georges Chabas            | RPR            | 2 706        | 10,7         |             |             |  |
|                | Francis Chrétien          | LO             | 654          | 2,59         |             |             |  |
|                |                           |                |              |              |             |             |  |
| Inscrits       | Inscrits                  | Inscrits       | 32 547       | 100,00       | 32 526      | 100,00      |  |
| Abstentions    | Abstentions               | Abstentions    | 6 625        | 20,36        | 5 637       | 17,33       |  |
| Votants        | Votants                   | Votants        | 25 922       | 79,64        | 26 889      | 82,67       |  |
| Blancs et nuls | Blancs et nuls            | Blancs et nuls | 636          | 2,45         | 1 018       | 3,79        |  |
| Exprimés       | Exprimés                  | Exprimés       | 25 286       | 97,55        | 25 871      | 96,21       |  |

Marcel Papet était le suppléant de Paul Dijoud. Marcel Papet remplaça Paul Dijoud, nommé membre du gouvernement, du 6 mai 1978 au 22 mai 1981.

### Élections de 1981
| Candidat       | Candidat              | Parti          | Premier tour | Premier tour | Second tour | Second tour |  |
| Candidat       | Candidat              | Parti          | Voix         | %            | Voix        | %           |  |
| -------------- | --------------------- | -------------- | ------------ | ------------ | ----------- | ----------- |  |
|                | Paul Dijoud sortant   | UDF (PR)       | 11 117       | 47,94        | 13 020      | 48,80       |  |
|                | Robert de Caumont élu | PS             | 9 117        | 39,32        | 13 660      | 51,20       |  |
|                | Claude Wursteisen     | PCF            | 2 953        | 12,74        |             |             |  |
|                |                       |                |              |              |             |             |  |
| Inscrits       | Inscrits              | Inscrits       | 33 771       | 100,00       | 33 766      | 100,00      |  |
| Abstentions    | Abstentions           | Abstentions    | 9 995        | 29,6         | 6 500       | 19,25       |  |
| Votants        | Votants               | Votants        | 23 776       | 70,4         | 27 266      | 80,75       |  |
| Blancs et nuls | Blancs et nuls        | Blancs et nuls | 589          | 2,48         | 586         | 2,15        |  |
| Exprimés       | Exprimés              | Exprimés       | 23 187       | 97,52        | 26 680      | 97,85       |  |

Pierre Blache, chef d'entreprise, maire de Saint-Firmin était le suppléant de Robert de Caumont.

### Élections de 1988
| Candidat       | Candidat                 | Parti          | Premier tour | Premier tour | Second tour | Second tour |  |
| Candidat       | Candidat                 | Parti          | Voix         | %            | Voix        | %           |  |
| -------------- | ------------------------ | -------------- | ------------ | ------------ | ----------- | ----------- |  |
|                | Patrick Ollier élu       | RPR (URC)      | 11 090       | 49,08        | 14 986      | 57,15       |  |
|                | Robert de Caumont        | PS             | 7 755        | 34,32        | 11 235      | 42,85       |  |
|                | Bernard Faure-Brac       | PCF            | 2 277        | 10,08        |             |             |  |
|                | Dominique Pracherstorfer | FN             | 1 474        | 6,52         |             |             |  |
|                |                          |                |              |              |             |             |  |
| Inscrits       | Inscrits                 | Inscrits       | 36 329       | 100,00       | 36 323      | 100,00      |  |
| Abstentions    | Abstentions              | Abstentions    | 13 055       | 35,94        | 9 216       | 25,37       |  |
| Votants        | Votants                  | Votants        | 23 274       | 64,06        | 27 107      | 74,63       |  |
| Blancs et nuls | Blancs et nuls           | Blancs et nuls | 678          | 2,91         | 886         | 3,27        |  |
| Exprimés       | Exprimés                 | Exprimés       | 22 596       | 97,09        | 26 221      | 96,73       |  |

Jean-Yves Dusserre, commerçant, maire UDF de Chabottes était le suppléant de Patrick Ollier.

### Élections de 1993
|                | Patrick Ollier sortant réélu | RPR (UPF)         | 13 073 | 53,88  |  |  |  |
|                | Vanessa Bickers-Garcia       | FN                | 2 564  | 10,57  |  |  |  |
|                | Belkacem Boussouar           | PS (ADFP)         | 2 526  | 10,41  |  |  |  |
|                | Bernard Faure-Brac           | PCF               | 2 292  | 9,45   |  |  |  |
|                | Hervé Gasdon                 | Les Verts (EÉ)    | 1 769  | 7,29   |  |  |  |
|                | Michel Marin                 | Divers écologiste | 1 489  | 6,14   |  |  |  |
|                | Alain Dimatteo               | LT-LNÉ            | 550    | 2,27   |  |  |  |
|                |                              |                   |        |        |  |  |  |
| Inscrits       | Inscrits                     | Inscrits          | 37 835 | 100,00 |  |  |  |
| Abstentions    | Abstentions                  | Abstentions       | 11 851 | 31,32  |  |  |  |
| Votants        | Votants                      | Votants           | 25 984 | 68,68  |  |  |  |
| Blancs et nuls | Blancs et nuls               | Blancs et nuls    | 1 721  | 6,62   |  |  |  |
| Exprimés       | Exprimés                     | Exprimés          | 24 263 | 93,38  |  |  |  |

Jean-Yves Dusserre était le suppléant de Patrick Ollier.

### Élections de 1997
| Candidat       | Candidat                     | Parti          | Premier tour | Premier tour | Second tour | Second tour |  |
| Candidat       | Candidat                     | Parti          | Voix         | %            | Voix        | %           |  |
| -------------- | ---------------------------- | -------------- | ------------ | ------------ | ----------- | ----------- |  |
|                | Patrick Ollier sortant réélu | RPR            | 8 213        | 33,41        | 13 438      | 51,03       |  |
|                | Alain Musson                 | PS             | 5 208        | 21,19        | 12 896      | 48,97       |  |
|                | Joël Giraud                  | PRS            | 3 947        | 16,06        |             |             |  |
|                | Vanessa Bickers-Garcia       | FN             | 2 894        | 11,77        |             |             |  |
|                | Antoine Guardabascio         | PCF            | 1 886        | 7,67         |             |             |  |
|                | Hervé Gasdon                 | Les Verts      | 1 206        | 4,91         |             |             |  |
|                | Jean-Luc Pierre              | LDI (MPF)      | 641          | 2,61         |             |             |  |
|                | Jacques Marcelli             | GÉ             | 345          | 1,4          |             |             |  |
|                | Gérald Tanniou               | LT-LNÉ         | 243          | 0,99         |             |             |  |
|                |                              |                |              |              |             |             |  |
| Inscrits       | Inscrits                     | Inscrits       | 38 712       | 100,00       | 38 701      | 100,00      |  |
| Abstentions    | Abstentions                  | Abstentions    | 12 686       | 32,77        | 10 533      | 27,22       |  |
| Votants        | Votants                      | Votants        | 26 026       | 67,23        | 28 168      | 72,78       |  |
| Blancs et nuls | Blancs et nuls               | Blancs et nuls | 1 443        | 5,54         | 1 834       | 6,51        |  |
| Exprimés       | Exprimés                     | Exprimés       | 24 583       | 94,46        | 26 334      | 93,49       |  |

Jean-Yves Dusserre était le suppléant de Patrick Ollier.

### Élections de 2002
| Candidat       | Candidat                | Parti             | Premier tour | Premier tour | Second tour | Second tour |  |
| Candidat       | Candidat                | Parti             | Voix         | %            | Voix        | %           |  |
| -------------- | ----------------------- | ----------------- | ------------ | ------------ | ----------- | ----------- |  |
|                | Jean-Yves Dusserre      | UMP               | 11 286       | 40,55        | 13 454      | 49,10       |  |
|                | Joël Giraud élu         | PRG (PS)          | 9 676        | 34,77        | 13 947      | 50,90       |  |
|                | Nicole Samat            | FN                | 1 991        | 7,15         |             |             |  |
|                | François Labande        | Les Verts         | 1 494        | 5,37         |             |             |  |
|                | Antoine Guardabascio    | PCF               | 913          | 3,28         |             |             |  |
|                | Marie-Christine Pierre  | CPNT              | 680          | 2,44         |             |             |  |
|                | Jean-Pierre Bouteille   | MNR               | 340          | 1,22         |             |             |  |
|                | Marie-Alberte Johsua    | LCR               | 325          | 1,17         |             |             |  |
|                | Isabelle Gribout        | Extrême droite    | 311          | 1,12         |             |             |  |
|                | Georges Begue           | LT-LNÉ            | 204          | 0,73         |             |             |  |
|                | Jean-Claude Poissonnier | LO                | 164          | 0,59         |             |             |  |
|                | Sylviane Carenzo        | CNIP              | 151          | 0,54         |             |             |  |
|                | Isabelle Vigilante      | Divers écologiste | 118          | 0,42         |             |             |  |
|                | Oonagh Weldo            | MÉI               | 105          | 0,38         |             |             |  |
|                | Jean-Philippe Leffre    | GÉ                | 74           | 0,27         |             |             |  |
|                | Marc Russeil            | Divers droite     | 0            | 0            |             |             |  |
|                |                         |                   |              |              |             |             |  |
| Inscrits       | Inscrits                | Inscrits          | 42 515       | 100,00       | 42 511      | 100,00      |  |
| Abstentions    | Abstentions             | Abstentions       | 14 052       | 33,05        | 14 274      | 33,58       |  |
| Votants        | Votants                 | Votants           | 28 463       | 66,95        | 28 237      | 66,42       |  |
| Blancs et nuls | Blancs et nuls          | Blancs et nuls    | 631          | 2,22         | 836         | 2,96        |  |
| Exprimés       | Exprimés                | Exprimés          | 27 832       | 97,78        | 27 401      | 97,04       |  |

Claire Bouchet, maire de La Motte-en-Champsaur, était la suppléante de Joël Giraud.

### Élections de 2007
| Candidat       | Candidat                  | Parti          | Premier tour | Premier tour | Second tour | Second tour |  |
| Candidat       | Candidat                  | Parti          | Voix         | %            | Voix        | %           |  |
| -------------- | ------------------------- | -------------- | ------------ | ------------ | ----------- | ----------- |  |
|                | Joël Giraud sortant réélu | PRG            | 11 248       | 36,84        | 17 184      | 54,82       |  |
|                | Alain Bayrou              | UMP            | 10 666       | 34,94        | 14 163      | 45,18       |  |
|                | Chantal Eymeoud           | UDF–MoDem      | 4 327        | 14,17        |             |             |  |
|                | Pierre Leroy              | Les Verts      | 1 238        | 4,06         |             |             |  |
|                | Michel-Louis Pellion      | FN             | 667          | 2,18         |             |             |  |
|                | Christian Schuller        | PCF            | 618          | 2,02         |             |             |  |
|                | Vincent Chaboy            | LCR            | 517          | 1,69         |             |             |  |
|                | André Garcia              | CPNT           | 450          | 1,47         |             |             |  |
|                | Monique Perrin            | Divers         | 234          | 0,77         |             |             |  |
|                | Claude Bobin              | MPF            | 197          | 0,65         |             |             |  |
|                | Jacques Gollion           | GÉ             | 151          | 0,49         |             |             |  |
|                | Gérard Sauge              | LO             | 134          | 0,44         |             |             |  |
|                | Jean-Pierre Bouteille     | MNR            | 83           | 0,27         |             |             |  |
|                |                           |                |              |              |             |             |  |
| Inscrits       | Inscrits                  | Inscrits       | 45 853       | 100,00       | 45 842      | 100,00      |  |
| Abstentions    | Abstentions               | Abstentions    | 14 828       | 32,34        | 13 640      | 29,75       |  |
| Votants        | Votants                   | Votants        | 31 025       | 67,66        | 32 202      | 70,25       |  |
| Blancs et nuls | Blancs et nuls            | Blancs et nuls | 495          | 1,6          | 855         | 2,66        |  |
| Exprimés       | Exprimés                  | Exprimés       | 30 530       | 98,4         | 31 347      | 97,34       |  |

Claire Bouchet était la suppléante de Joël Giraud.

### Élections de 2012
| Candidat       | Candidat                  | Parti          | Premier tour | Premier tour | Second tour | Second tour |  |
| Candidat       | Candidat                  | Parti          | Voix         | %            | Voix        | %           |  |
| -------------- | ------------------------- | -------------- | ------------ | ------------ | ----------- | ----------- |  |
|                | Joël Giraud sortant réélu | PRG (PS)       | 13 362       | 43,00        | 17 461      | 57,46       |  |
|                | Chantal Eymeoud           | NC (UMP)       | 10 438       | 33,59        | 12 926      | 42,54       |  |
|                | Sophie Briand             | FN             | 3 126        | 10,06        |             |             |  |
|                | Catherine Guigli          | FG (PCF) (PG)  | 1 674        | 5,39         |             |             |  |
|                | Francine Daerden          | EÉLV           | 1 665        | 5,36         |             |             |  |
|                | Sandrine Faidy            | DLR            | 276          | 0,89         |             |             |  |
|                | Monique Perrin-Czekalski  | AÉI            | 254          | 0,82         |             |             |  |
|                | Michel Ben-Haïm           | Divers         | 156          | 0,50         |             |             |  |
|                | Véronique Buisson         | LO             | 126          | 0,41         |             |             |  |
|                |                           |                |              |              |             |             |  |
| Inscrits       | Inscrits                  | Inscrits       | 50 805       | 100,00       | 50 810      | 100,00      |  |
| Abstentions    | Abstentions               | Abstentions    | 19 103       | 37,6         | 19 401      | 38,18       |  |
| Votants        | Votants                   | Votants        | 31 702       | 62,4         | 31 409      | 61,82       |  |
| Blancs et nuls | Blancs et nuls            | Blancs et nuls | 625          | 1,97         | 1 022       | 3,25        |  |
| Exprimés       | Exprimés                  | Exprimés       | 31 077       | 98,03        | 30 387      | 96,75       |  |

Claire Bouchet était la suppléante de Joël Giraud.

### Élections de 2017
|                                                                               |                                                      |                           |                           |                          |                          |
|                                                                               |                                                      | Premier tour 11 juin 2017 | Premier tour 11 juin 2017 | Second tour 18 juin 2017 | Second tour 18 juin 2017 |
|                                                                               |                                                      |                           |                           |                          |                          |
|                                                                               |                                                      | Nombre                    | % des inscrits            | Nombre                   | % des inscrits           |
| Inscrits                                                                      | Inscrits                                             | 52 160                    | 100,00                    | 52 159                   | 100,00                   |
| Abstentions                                                                   | Abstentions                                          | 23 235                    | 44,55                     | 27 811                   | 53,32                    |
| Votants                                                                       | Votants                                              | 28 925                    | 55,45                     | 24 348                   | 46,68                    |
|                                                                               |                                                      |                           | % des votants             |                          | % des votants            |
| Bulletins blancs                                                              | Bulletins blancs                                     | 383                       | 1,32                      | 1 874                    | 7,70                     |
| Bulletins nuls                                                                | Bulletins nuls                                       | 151                       | 0,52                      | 728                      | 2,99                     |
| Suffrages exprimés                                                            | Suffrages exprimés                                   | 28 391                    | 98,15                     | 21 746                   | 89,31                    |
|                                                                               |                                                      |                           |                           |                          |                          |
| Candidat Étiquette politique (partis et alliances)                            | Candidat Étiquette politique (partis et alliances)   | Voix                      | % des exprimés            | Voix                     | % des exprimés           |
|                                                                               |                                                      |                           |                           |                          |                          |
|                                                                               | Joël Giraud La République en marche                  | 12 566                    | 44,26                     | 14 823                   | 68,16                    |
|                                                                               | Arnaud Murgia Les Républicains                       | 3 683                     | 12,97                     | 6 923                    | 31,84                    |
|                                                                               | Christophe Tassaux La France insoumise               | 3 357                     | 11,82                     |                          |                          |
|                                                                               | Laurence Leguem Front national                       | 3 034                     | 10,69                     |                          |                          |
|                                                                               | Chantal Eymeoud Union des démocrates et indépendants | 3 029                     | 10,67                     |                          |                          |
|                                                                               | Agnès Antoine Parti communiste français              | 2 224                     | 7,83                      |                          |                          |
|                                                                               | Florian Demmel Parti du vote blanc                   | 204                       | 0,72                      |                          |                          |
|                                                                               | Véronique Buisson Lutte ouvrière                     | 148                       | 0,52                      |                          |                          |
|                                                                               | Yann Espinosa Union populaire républicaine           | 146                       | 0,51                      |                          |                          |
| Source : Ministère de l'Intérieur - Deuxième circonscription des Hautes-Alpes |                                                      |                           |                           |                          |                          |

Claire Bouchet était la suppléante de Joël Giraud. Claire Bouchet remplaça Joël Giraud, nommé membre du gouvernement, du 27 août 2020 au 20 juin 2022.

### Élections de 2022
Les élections législatives françaises de 2022 ont lieu les dimanches 12 et 19 juin 2022.
| Résultats des élections législatives des 12 et 19 juin 2022 de la 2e circonscription des Hautes-Alpes |                          |                          |                          |              |              |             |             |
| Candidat                                                                                              | Candidat                 | Parti et coalition       | Nuance                   | Premier tour | Premier tour | Second tour | Second tour |
| Candidat                                                                                              | Candidat                 | Parti et coalition       | Nuance                   | Voix         | %            | Voix        | %           |
| | Joël Giraud              | LREM-PRV (ENS)           | ENS                      | 10 889       | 38,04        | 15 098      | 56,59       |
| | Capucine Mounal,         | LFI (NUPES)              | NUP                      | 8 365        | 29,22        | 11 550      | 43,41       |
| | Louis Albrand            | RN                       | RN                       | 4 996        | 17,45        |             |             |
| | Carole Chauvet           | LR-FE (UDC)              | LR                       | 1 549        | 5,41         |             |             |
| | Rémi Roux                | SE                       | DVG                      | 1 077        | 3,76         |             |             |
| | Margot Pelissier         | REC                      | REC                      | 883          | 3,08         |             |             |
| | Sandrine Bessonnier      | LP (UPF)                 | DSV                      | 383          | 1,34         |             |             |
| | Yann Passereau           | PA                       | ECO                      | 305          | 1,07         |             |             |
| | Boris Guignard           | LO                       | DXG                      | 179          | 0,63         |             |             |
| |                          |                          |                          |              |              |             |             |
| Votes valides                                                                                         | Votes valides            | Votes valides            | Votes valides            | 28 626       | 97,98        | 26 608      | 93,03       |
| Votes blancs                                                                                          | Votes blancs             | Votes blancs             | Votes blancs             | 423          | 1,45         | 1 368       | 4,78        |
| Votes nuls                                                                                            | Votes nuls               | Votes nuls               | Votes nuls               | 168          | 0,58         | 625         | 2,19        |
| Total                                                                                                 | Total                    | Total                    | Total                    | 29 217       | 100          | 28 601      | 100         |
| Abstention                                                                                            | Abstention               | Abstention               | Abstention               | 25 057       | 46,17        | 25 677      | 47,31       |
| Inscrits / participation                                                                              | Inscrits / participation | Inscrits / participation | Inscrits / participation | 54 274       | 53,83        | 54 278      | 52,69       |

Claire Bouchet est la suppléante de Joël Giraud.

### Elections de 2024
| Résultats des élections législatives des 30 juin et 7 juillet 2024 de la 2e circonscription des Hautes-Alpes |                          |                          |                          |              |              |             |             |
| Candidat | Candidat                 | Parti et coalition       | Nuance                   | Premier tour | Premier tour | Second tour | Second tour |
| Candidat | Candidat                 | Parti et coalition       | Nuance                   | Voix         | %            | Voix        | %           |
| | Louis Albrand            | RN                       | RN                       | 13 115       | 33,88        | 15 887      | 43,65       |
| | Valérie Rossi            | PS (NFP)                 | UG                       | 12 661       | 32,70        | 20 509      | 56,35       |
| | Sébastien Fine           | PRV (ENS)                | ENS                      | 10 338       | 26,70        | Retrait     | Retrait     |
| | Johann Mondain           | SE                       | DIV                      | 2 206        | 5,70         |             |             |
| | Boris Guignard           | LO                       | EXG                      | 394          | 1,02         |             |             |
| |                          |                          |                          |              |              |             |             |
| Votes valides                                                                                                | Votes valides            | Votes valides            | Votes valides            | 38 714       | 97,48        | 36 396      | 91,06       |
| Votes blancs                                                                                                 | Votes blancs             | Votes blancs             | Votes blancs             | 701          | 1,77         | 2 784       | 6,97        |
| Votes nuls                                                                                                   | Votes nuls               | Votes nuls               | Votes nuls               | 301          | 0,76         | 791         | 1,98        |
| Total | Total                    | Total                    | Total                    | 39 716       | 100          | 39 971      | 100         |
| Abstention                                                                                                   | Abstention               | Abstention               | Abstention               | 14 801       | 27,15        | 14 559      | 26,70       |
| Inscrits / participation                                                                                     | Inscrits / participation | Inscrits / participation | Inscrits / participation | 54 517       | 72,85        | 54 530      | 73,30       |

Le suppléant de Valérie Rossi est Vincent Bonnardel, restaurateur à Puy-Saint-Vincent, Président de Initiatives Nord Hautes-Alpes.

#### Département des Hautes-Alpes
- La fiche de l'INSEE de cette circonscription : « Tableaux et Analyses de la première circonscription des Hautes-Alpes », sur insee.fr, site de l'Institut national de la statistique et des études économiques (consulté le 29 septembre 2007) [PDF]

- « Tous les députés du département des Hautes-Alpes depuis 1789 », sur assemblee-nationale.fr, site de l'Assemblée nationale française (consulté le 29 septembre 2007)

- « Informations contentieuses sur le département des Hautes-Alpes (Élections législatives de 2002) »(Archive.org • Wikiwix • Archive.is • Google • Que faire ?), sur conseil-constitutionnel.fr, site du Conseil constitutionnel (consulté le 29 septembre 2007)

#### Circonscriptions en France
- « Carte des circonscriptions législatives en France », sur assemblee-nationale.fr, site de l'Assemblée nationale française (consulté le 29 septembre 2007)

- « Résultats électoraux officiels en France »(Archive.org • Wikiwix • Archive.is • Google • Que faire ?), sur interieur.gouv.fr, site du Ministère de l'Intérieur (France) (consulté le 29 septembre 2007)

- Description et Atlas des circonscriptions électorales de France sur http://www.atlaspol.com, Atlaspol, site de cartographie géopolitique, consulté le 29 septembre 2007.